# Maccabi Sha'arayim Football Club
O Maccabi Sha'arayim Football Club é um clube de futebol israelense com sede em Ashkelon, Israel. A equipe compete na Liga Alef, a terceira divisão do futebol de Israel. Foi fundado em 1950.

## História
Disputou a Liga Leumit, a divisão principal de futebol de Israel, pela última vez na temporada 1985/86, onde foi rebaixado após terminar em último lugar, com 22 pontos.